# Grube Silberhardt
Die Grube Silberhardt in Öttershagen, einem Ortsteil von Windeck, ist ein ehemaliges Erzbergwerk, das am 13. September 2003 als Besucherbergwerk wieder eröffnet wurde.

## Geschichte
Laut einem Bericht des Volksschullehrers Löttgen von 1950 sei die Grube schon im 13. Jahrhundert aufgefahren worden. Nach dem Dreißigjährigen Krieg wurde die Grube 1752 erneut aufgefahren.
1808 erwarb Bürgermeister Johann Caspar Rumpe von Altena das verlassene Bergwerk. 1810 verkauft er es an den Gewerken Metzger weiter, kauft es aber nach teilweisem Einsturz wieder zurück. 1819 wurden große Mengen silberhaltigen Bleiglanzes gefördert. Die Bröler Eisenhütte wurde für die Erschmelzung von Blei- und Silbererz umgebaut und 1824 sogar erweitert. 1824 wurde auch die Wasserkunst eingebracht. 1825 wurde ein Pochwerk in Rosbach (Sieg) errichtet.
1834 wurde die Förderung eingestellt. Nach dem Erwerb der Grube durch Kleingewerken 1859 wurde 1861 der Abbau wieder eingestellt und der Besitzer wechselte.
1863 wurde in Amsterdam die Gründung einer AG Silberhardt en Jucht genehmigt, 1873 eine AG Ertsdelveriy Amsterdam gegründet. 1874 wurden Aktien mit einem Nennwert von 150.000 Gulden ausgegeben. Vorerst 1881, endgültig 1882 stellte die Grube ihren Betrieb wieder ein. 1884 gründete ein Hr. Dahm die 100 Kuxe Gewerkschaft Silberhardt, 1892 erfolgte auch die Konsolidierung und 1900 die Wiedereröffnung, aber keine Produktion. 1914 erbaute ein Hr. Flothmann eine zweite Aufbereitungsanlage, die aber 1915 wieder zwangsversteigert wurde. 1920 übernahmen die Hüttenbetriebe Thyssen die Grube, die mit anderen zur Konsolidation Eisenberg vereinigt wurde. 1924 übernahm ein „Herr Käsgen“ die Aufbereitungsanlage und die Grube, musste aber 1925 viele Mitarbeiter entlassen; 1926 wurde der Besitz zwangsversteigert. 1926 erwarben die Vereinigten Stahlwerke die Grube und produzierten von 1930 bis 1936. 1953 erwarb die Erzbergbau Siegerland die Grube, 1965 die Barbara Rohstoffbetriebe.
- Siehe auch: Liste der Erzgruben im Rhein-Sieg-Kreis

## Besucherbergwerk
1997 wurde mit der Öffnung des verfüllten Oberen Neuen Stollens begonnen. 1999 konnten erste Besucher hineingeführt werden. 2002 wurde der Förderverein zur Erhaltung der Bergbau- und Hüttentradition e.V. gegründet. Im Juli 2011 konnte der Förderverein das neue Besucher- und Informationszentrum eröffnen.

## Bergbauwanderweg
2001 wurde ein 1,7 Kilometer langer und 14 Stationen umfassender Bergbauwanderweg eingeweiht. Dieser berührt verschiedene Stollenmundlöcher, einen Rennofen und einen Holzkohlemeiler.

## Bergbaumuseum
2017 wurde die stark erweiterte montanhistorische Ausstellung neu eröffnet. Neben der Geschichte der Grube Silberhardt werden Fragen des Siegerländer Bergbaus und der sozialen Situation der Bergleute behandelt sowie eine Erz- und Mineraliensammlung gezeigt.

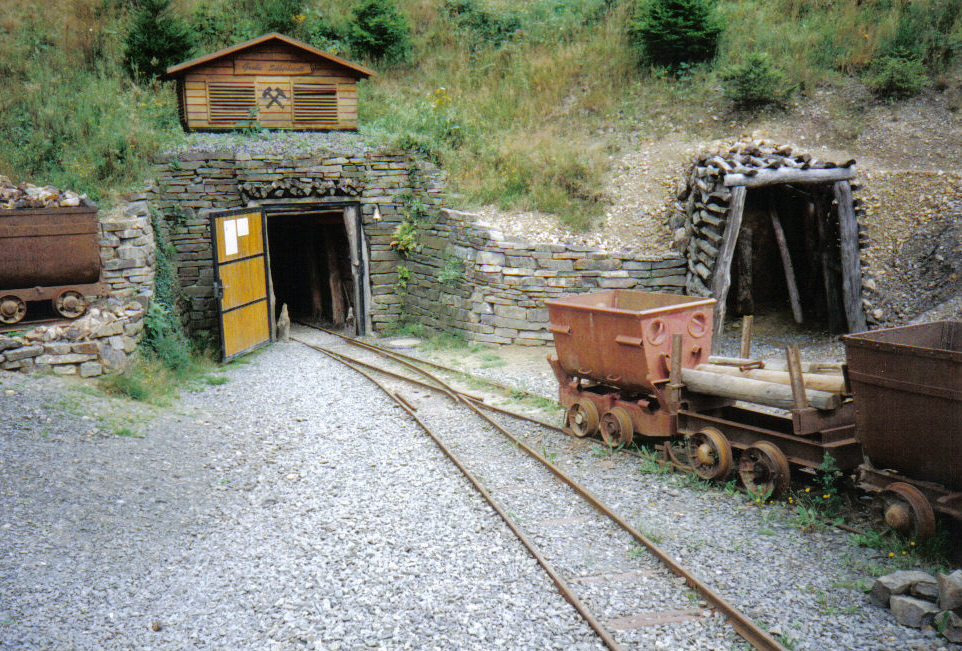
Stollenmundloch der Grube Silberhardt
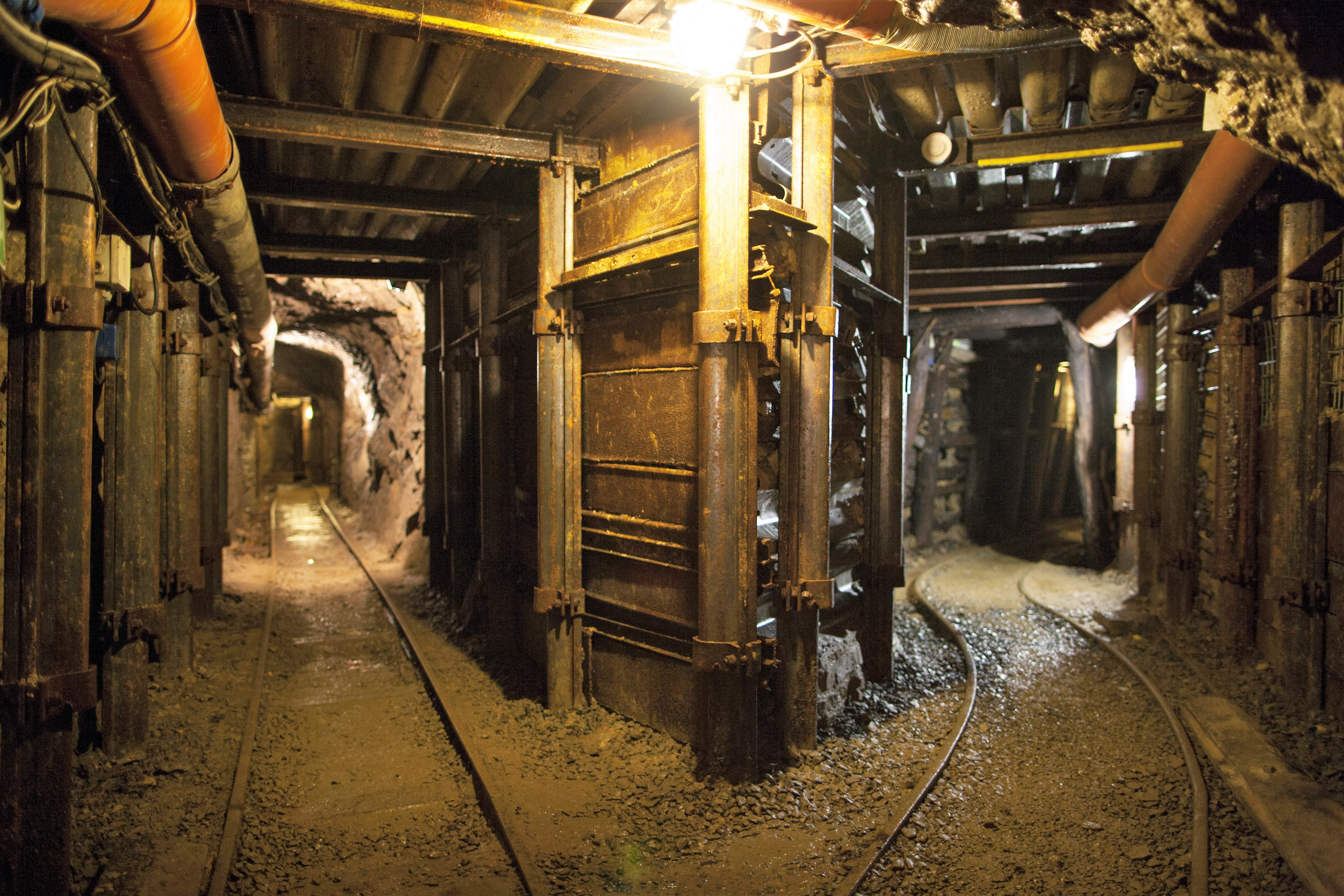
Unter Tage
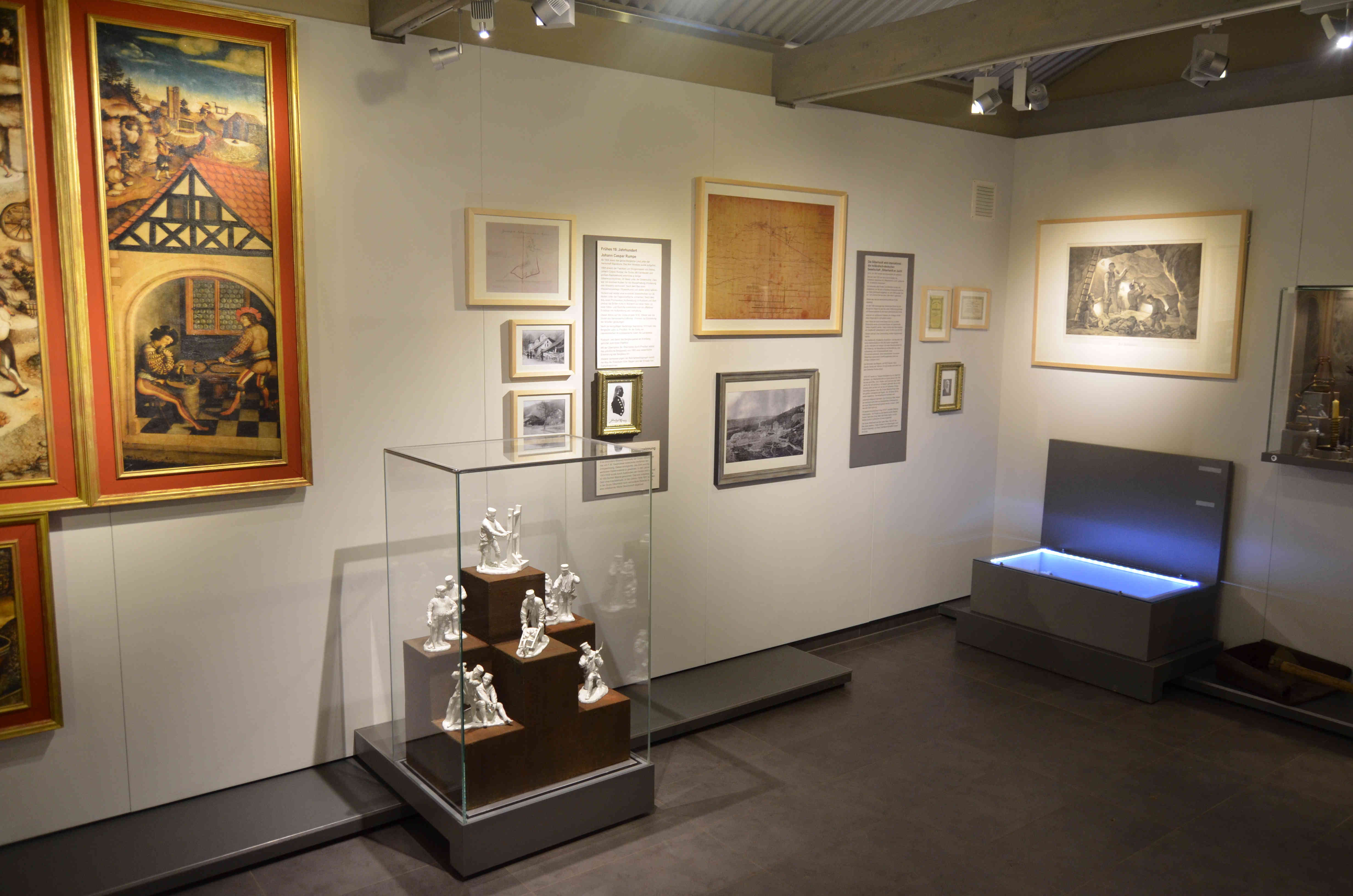
Ausstellung zur Geschichte
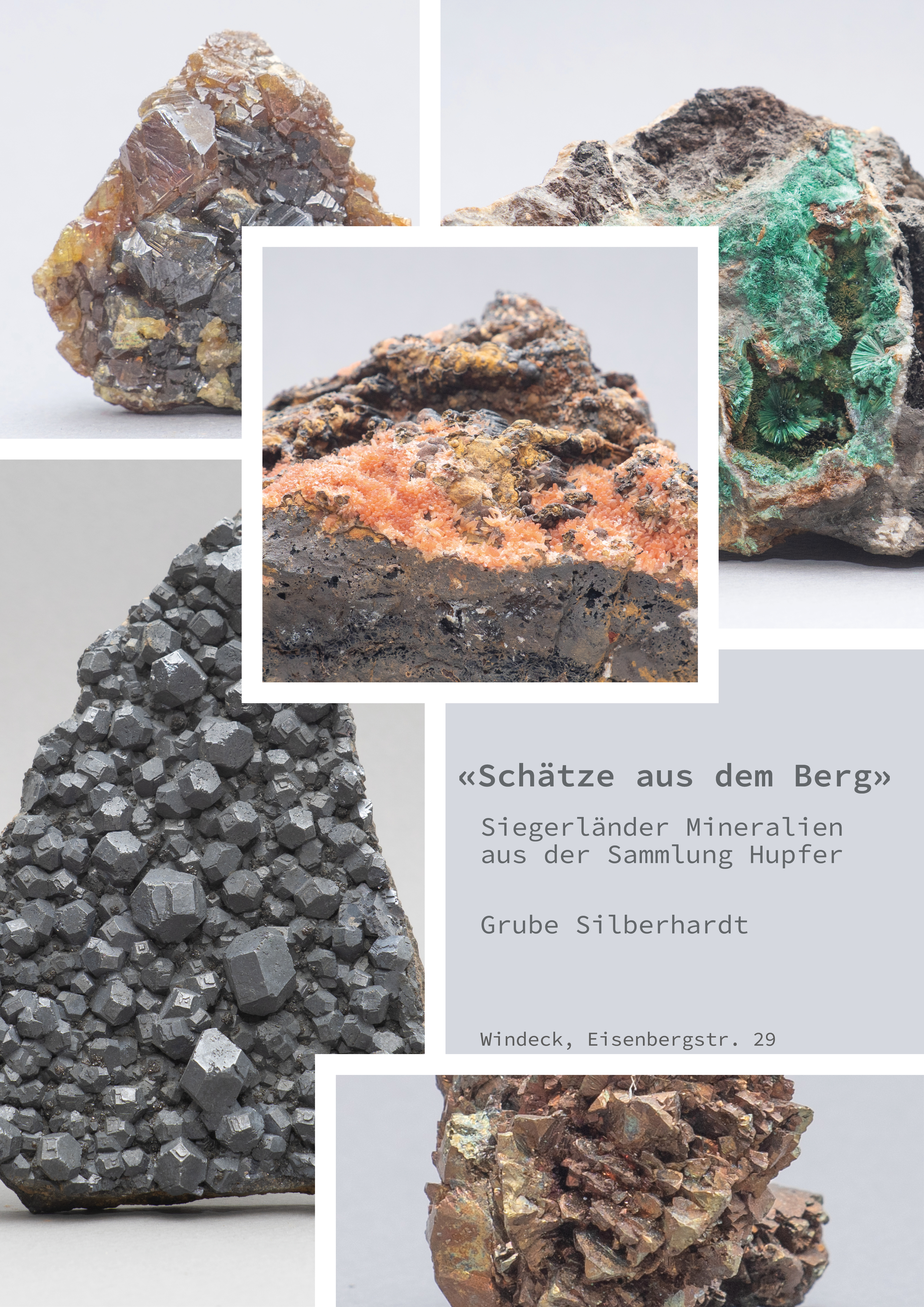
Mineralien

## Grubenbahn
Auf dem Gelände ist eine kurze Gleisstrecke verlegt, auf der im Jahre 2000 versuchsweise eine Grubenlok fuhr. Grubenloks und Waggons können besichtigt werden, es findet aber kein Betrieb einer Grubenbahn statt.